# Cyrtochilum ligulatum
Cyrtochilum ligulatum es una especie de orquídea.  Las especies de Cyrtochilum han sido segregadas del género Oncidium debido a sus largos rizomas con espaciados pseudobulbo con 3 o 4 pares de largas hoja alrededor de la base, con una inflorescencia con muchas flores de gran tamaño.

## Descripción
Son orquídeas de medio tamaño con hábitos de epifita,  con pseudobulbos cilíndrico, estrechándose hacia el ápice y envuelto en la juventud por varias vainas  y con de 1 a 2 hojas, apicales, erguidas, en forma de cinta. Florece en una inflorescencia paniculada, erecta a ascendente, ligeramente flexible, con varias a muchas flores con diminutas  brácteas florales escariosas y triangulares.

## Distribución
Se encuentra en Perú

## Taxonomía
Cyrtochilum ionodon fue descrito por (Ruiz & Pav.) Mansf. ex Dalström y publicado en Lindleyana 16(2): 67. 2001.
Etimología
Cyrtochilum: nombre genérico que deriva del griego y que se refiere al labelo curvado que es tan rígido que es casi imposible de enderezar.
ligulatum: epíteto latíno que significa "con forma de lengua".
Sinonimia
- Cyrtochilum myrianthum (Rchb.f.) Kraenzl.
- Dasyglossum depauperatum (Kraenzl.) Königer & Schildh.
- Dasyglossum myrianthum (Rchb.f.) Königer & Schildh.
- Dendrobium ligulatum (Ruiz & Pav.) Pers.
- Irenea myriantha (Rchb.f.) Szlach., Mytnik, Górniak & Romowicz
- Maxillaria ligulata Ruiz & Pav.
- Odontoglossum depauperatum Kraenzl.
- Odontoglossum ligulatum (Ruiz & Pav.) Garay
- Odontoglossum myrianthum Rchb.f.
- Trigonochilum depauperatum (Kraenzl.) Senghas
- Trigonochilum myrianthum (Rchb.f.) Senghas[4][5]